# Bicuiba
Bicuiba  es un género de fanerógamas de la familia Myristicaceae.

## Especies
- Bicuiba oleifera, (Schott) W.J.de Wilde